# Otoniela
Otoniela is een geslacht van spinnen uit de  familie van de Anyphaenidae (buisspinnen).

## Soorten
- Otoniela adisi Brescovit, 1997
- Otoniela quadrivittata (Simon, 1897)